# اچ‌دی ۱۶۷۲۵۷
اچ‌دی ۱۶۷۲۵۷ (اچ‌آر ۶۸۲۱) یک ستاره منفرد در ناحیه جنوبی صورت فلکی تلسکوپ است. قدر ظاهری این ستاره برابر با ۶٫۰۵ می‌باشد که باعث می‌شود با چشم غیرمسلح به صورت نه‌چندان واضح قابل مشاهده باشد. بررسی و اندازه‌گیری اختلاف منظر، این ستاره را در فاصله ۴۲۰ سال نوری از زمین نشان می‌دهد. این ستاره دارای سرعت شعاعی برابر با −۵٫۱ می‌باشد. این مقدار نشان می‌دهد این ستاره در حال حرکت به سمت منظومه شمسی است.
تخمین زده می‌شود که ستاره اچ‌دی ۱۶۷۲۵۷ حدود ۲۴۰ میلیون سال سن داشته باشد.